# Uit Het Leven
Uit Het Leven was een Nederlands televisieprogramma op Talpa.
In dit televisieprogramma werden vijf prostituees gevolgd nadat ze de prostitutie waren uitgestapt en een restaurant probeerden te beginnen in Amsterdam.

## Vijf Sterren
Het programma zou eigenlijk niet uitgezonden worden, dit kwam doordat het onder de naam Vijf Sterren meedeed aan De TV Competitie. Ze verloren hier van het programma Een goed begin. Toen de EO later interesse had in het programma koos Talpa toch om het te laten produceren en uit te zenden.